# 醍醐駅 (秋田県)
醍醐駅（だいごえき）は、秋田県横手市平鹿町醍醐字太茂田（たもでん）にある、東日本旅客鉄道（JR東日本）奥羽本線の駅である。

## 歴史
- 1950年（昭和25年）7月25日：平鹿郡醍醐村に醍醐仮乗降場として開業[4][5]、切符の販売も行う。
- 1951年（昭和26年）11月15日：停車場化[2][5]。
- 1970年（昭和45年）12月1日：荷物の扱いを廃止[6]。無人化[3][7]。
- 1987年（昭和62年）4月1日：国鉄分割民営化により、JR東日本の駅となる[5]。
- 2024年（令和6年）10月1日：えきねっとQチケのサービスを開始[1][8]。

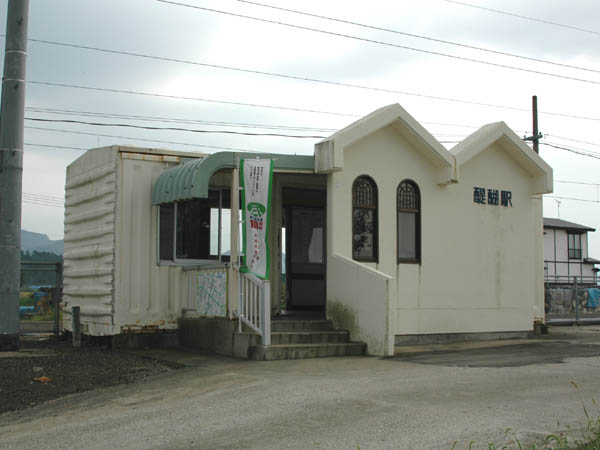
旧駅舎（2005年9月）

## 駅構造
単式ホーム1面1線を有する地上駅で、横手駅管理の無人駅である。開設当時は木造駅舎があり、無人化を経て国鉄末期に貨車を改造したものへ変わり、2006年（平成18年）11月に再度改築され、現在のものとなった。

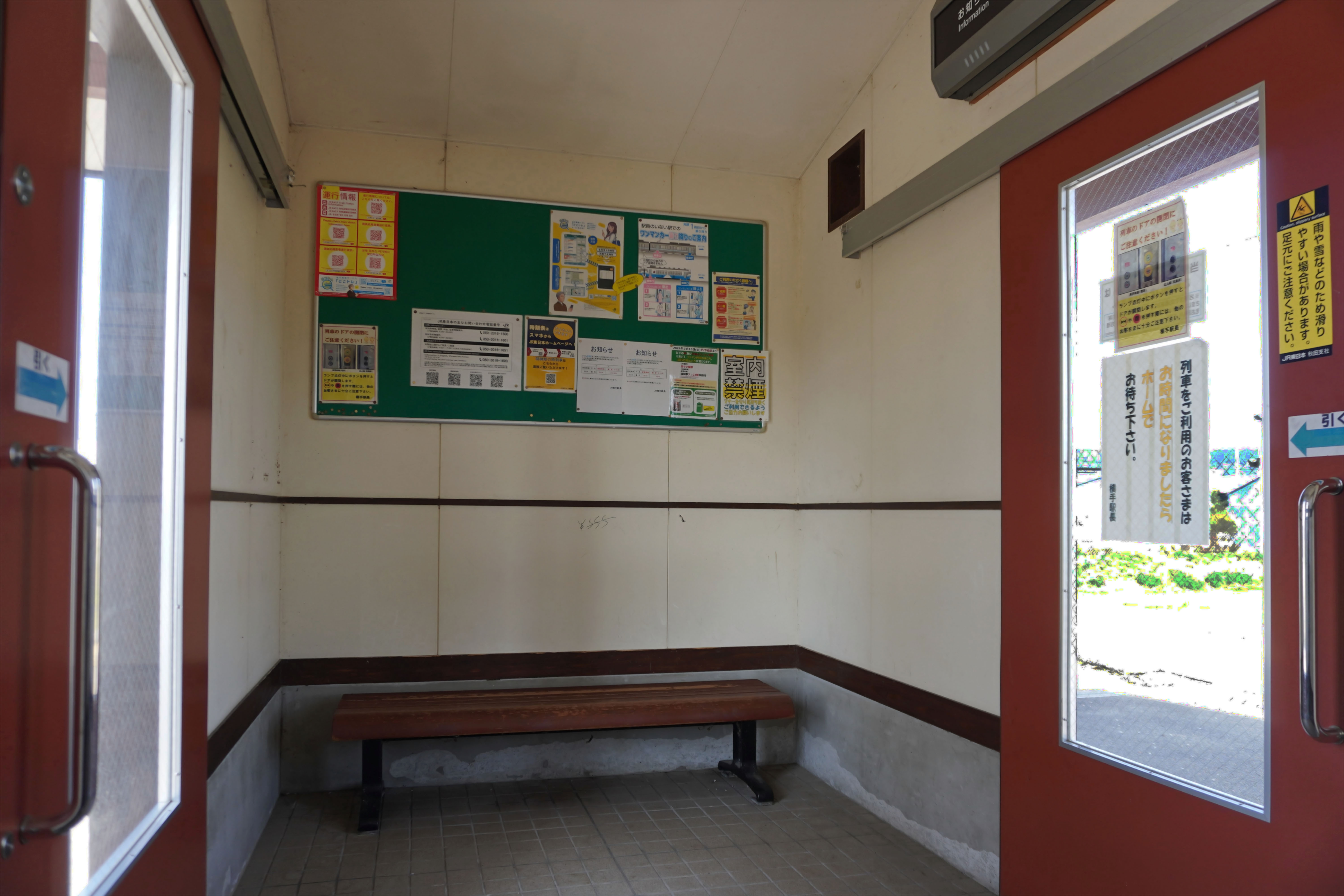
待合室（2024年4月）
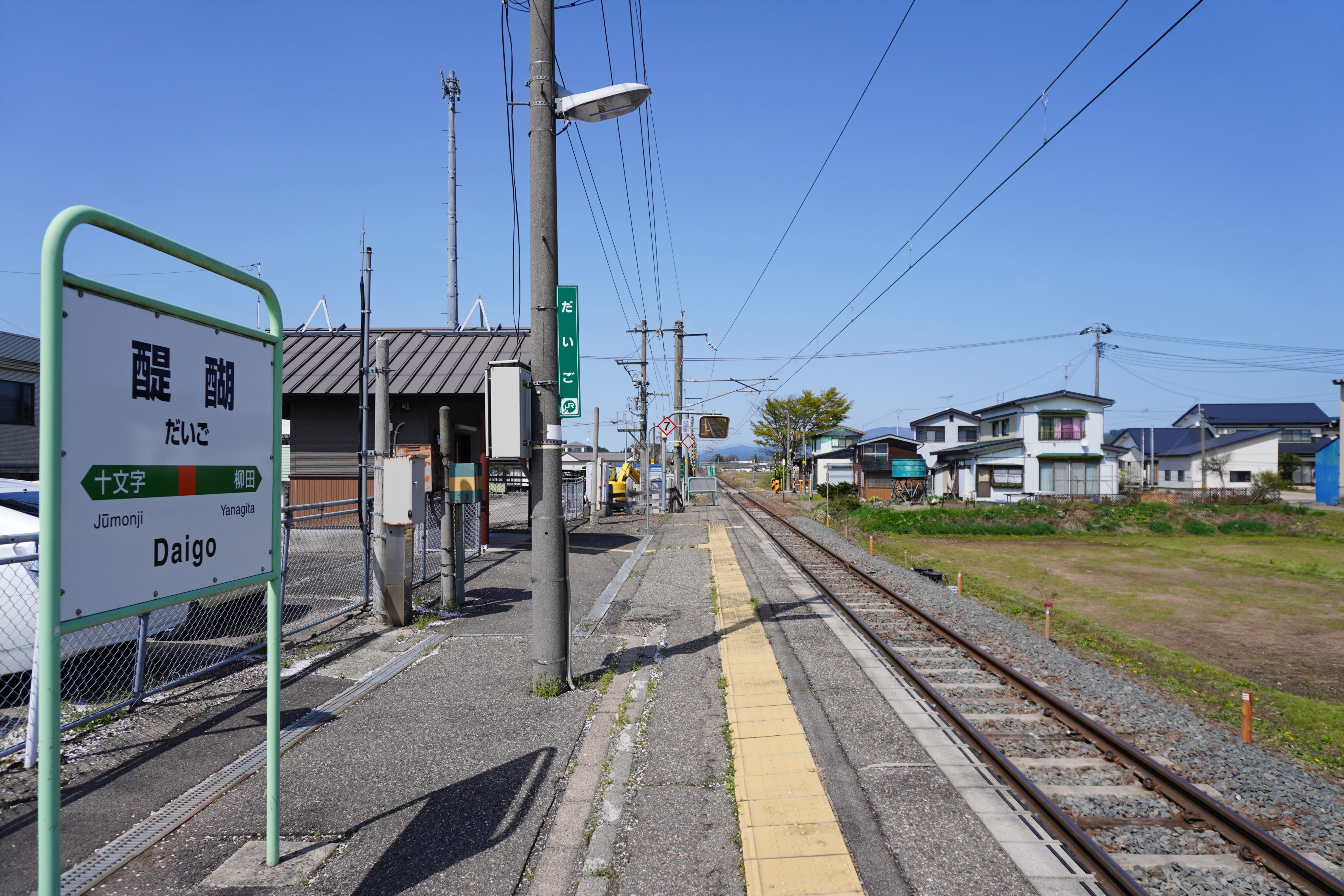
ホーム（2024年4月）

## 駅周辺
- JA秋田ふるさと福祉事業所（デイサービスセンター「だいごの里」・ショートステイ「ほほえみ醍醐」）
- 国道13号
- 横手市醍醐地区交流センター
- 横手市立醍醐小学校
- 大橋簡易郵便局
- 醍醐郵便局

## その他
アリスによりリリースされたシングル「遠くで汽笛を聞きながら」のディスクジャケットに非電化当時のこの駅の風景が採用されている。この駅を含む羽前千歳駅 - 秋田駅間が、1975年（昭和50年）10月13日に電化されているため、撮影はそれ以前に行われている。

## 隣の駅
東日本旅客鉄道（JR東日本）
■奥羽本線
□快速
通過
■普通
十文字駅 - 醍醐駅 - 柳田駅